# Ofnethöhlen
Die Ofnethöhlen sind natürliche Karsthöhlen bei Holheim, einem Ortsteil der schwäbischen Stadt Nördlingen im Landkreis Donau-Ries in Bayern.
Die Herkunft des Begriffes „Ofnet“ ist nicht belegt.
Sie sind die Reste eines unterirdischen Karstsystems am Kraterrand des Nördlinger Rieses. Sie befinden sich am südwestlichen Teil des fast zwei Kilometer langen Riegelberges – eines Höhenrückens aus Kalkstein, der auch „Himmelreich“ genannt wird. Archäologische Funde weisen darauf hin, dass die Höhlen vom Mittelpaläolithikum bis in die Mittelsteinzeit bewohnt waren. Überregionale Bedeutung erlangten die Ofnethöhlen, als im Jahre 1908 steinzeitliche Schädelbestattungen entdeckt wurden.
Die Ofnethöhlen, die im Übergangsbereich vom Nördlinger Ries zur, der Schwäbischen Alb zugehörigen, Riesalb liegen, sind im Höhlenkataster Fränkische Alb (HFA) als M 7 (Große Ofnethöhle) und M 8 (Kleine Ofnethöhle) registriert. Die Höhlen sind einschließlich der näheren Umgebung (insgesamt ca. 8 Hektar) auch als Naturschutzgebiet „Ofnethöhlen bei Holheim“ klassifiziert. Sie sind frei zugänglich.

## Beschreibung

### Große Ofnet
Die auf 520 Höhenmetern gelegene Große Ofnet ist 55 Meter lang. Ursprünglich war der Eingang in die Große Ofnet kleiner, er erhielt bei einer Sprengung durch den Ausgräber Robert Rudolf Schmidt seine jetzigen Ausmaße: Er ist vier Meter hoch und sechs Meter breit. Von der acht Meter langen, acht Meter breiten und neun Meter hohen Eingangshalle zweigen links und rechts kurze Seitenäste ab, die beide zu Tage führen.

### Kleine Ofnet
Die Kleine Ofnet liegt auf 525 Metern über NN, einige Meter oberhalb der Großen Ofnet, nahe dem oberen Rand des Höhenrückens. Sie besitzt nur einen begehbaren Raum, der zwölf Meter lang, sieben Meter breit und drei Meter hoch ist.

## Archäologische Ausgrabungen
Erstmals untersuchte der Stuttgarter Pfarrer und Geologe Oscar Fraas die Ofnethöhlen in den Jahren 1875 bis 1876 systematisch. Er entdeckte Steinwerkzeuge und Tierknochen, die wahrscheinlich aus der Zeit von 3000 bis 5000 v. Chr. stammen.

Schädel aus der Großen Ofnethöhle, Archäologische Staatssammlung, München

Für Aufsehen sorgte der Tübinger Forscher Robert Rudolf Schmidt, der die Ofnethöhlen 1901 und 1905, 1907 und 1908 untersuchte: Schmidt fand in der Großen Ofnet zwei Nester, in denen 33 Menschenschädel lagen. Zehn von ihnen waren Frauenschädel, 19 Kinderschädel und vier Männerschädel. Alle Schädel waren nach Westen ausgerichtet. Die Nester, in denen die Schädel lagen, waren mit Rötel eingefärbt. Die weiblichen Schädel waren mit Schmuckbeigaben versehen, darunter 215 Hirschzähne und 4250 Gehäuse von Schmuckschnecken. Alle Beigaben waren durchbohrt und müssen ursprünglich zu Ketten oder Netzen aufgefädelt gewesen sein.
Robert Rudolf Schmidt meinte, die Schädelbestattungen stellten eine Parallele zu einer gleichartig wirkenden Deponierung eines menschlichen Schädels in der Höhle von Mas d’Azil dar und ordnete die Funde aus der Ofnet demzufolge ins obere Magdalénien ein, was der damaligen Einstufung für Mas d’Azil entsprach. Neue Radiokohlenstoffdatierungen ergaben jedoch, dass die Schädel deutlich jünger sind und aus der Mittelsteinzeit um 7700 v. Chr. stammen. Weil Schmidt in den Nestern auch Unterkiefer und Halswirbel fand, ist davon auszugehen, dass die Köpfe mit Haut und Haar in die Höhle getragen wurden, nachdem sie zuvor von den Rümpfen getrennt worden waren.
Ob Enthauptung die Todesursache der 33 Personen war, lässt sich nicht feststellen. Unverheilte Schädelverletzungen deuten auf einen gewaltsamen Tod hin, sie könnten den Körpern aber auch nach dem Tod zugefügt worden sein. Gleiches gilt auch für Schnittspuren, die an den Halswirbeln festgestellt werden konnten.
Anthropologen wie David W. Frayer von der University of Kansas gehen von einem kriegerischen Massaker in den Ofnethöhlen aus. Andere Theorien sprechen von einer rituellen Opferung oder Kannibalismus. Die Verletzungen deuten zudem auf eine Form des Schädelkultes hin. Die Rotfärbung der Schädellagerstätten kann ferner als ein frühes Symbol für Lebenskraft interpretiert werden, was ein Hinweis darauf sein könnte, dass es das Ziel war, den so getöteten beziehungsweise geopferten Menschen weiterhin ein geistiges Fortleben in der Gemeinschaft zu ermöglichen.
Zuletzt gruben der Pharmazierat und Heimatforscher Ernst Frickhinger und der Archäologe Ferdinand Birkner 1934 und 1936 in den Ofnethöhlen nach prähistorischen Funden.
Die Funde befinden sich im Stadtmuseum in Nördlingen und in der Archäologische Staatssammlung in München. Die Funde sind in der jeweiligen Dauerausstellung zu sehen.

## Geotop
Die Höhlen sind vom Bayerischen Landesamt für Umwelt (LfU) als geowissenschaftlich wertvolles Geotop (Geotop-Nummer: 779H001) ausgewiesen. Es wurde auch vom LfU mit dem offiziellen Gütesiegel Bayerns schönste Geotope ausgezeichnet.

## Sonstiges
Die US-amerikanischen Astronauten der Missionen Apollo 14 und Apollo 17 besuchten die Ofnethöhlen im Rahmen ihres geologischen Feldtrainings im Nördlinger Ries.

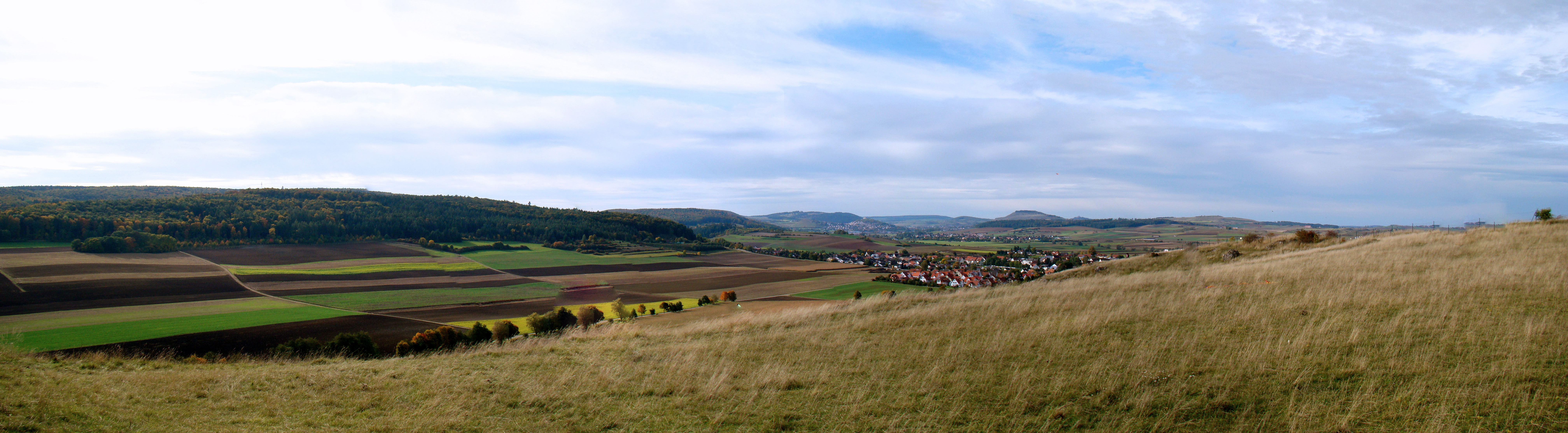
Panoramablick von den Ofnethöhlen aus auf den Ipf und die Stadt Bopfingen